# Osteoplastische Knochenmetastase

Röntgenaufnahme des Bauch- und Beckenraums eines 70-jährigen Patienten mit fortgeschrittenem Prostatakarzinom. Deutlich sichtbar ist die Zunahme der Knochendichte durch die osteoplastischen Knochenmetastasen (schwächere Schwärzung, wegen der geringeren Transparenz für die Röntgenstrahlen).

Osteoplastische Knochenmetastasen sind seltener als die osteolytische Variante. Ihr Anteil an den Knochenmetastasen liegt bei etwa 15 %.:11 Osteoplastische Metastasen treten im Wesentlichen beim Prostatakarzinom, seltener bei anderen Krebserkrankungen, auf. In der Literatur wurden osteoplastische Metastasen bei
Brustkrebs,
Myelom,
Kolorektalem Karzinom,
Astrozytom,
Glioblastom,
Thymom,
Karzinoid,
Nasopharynxkarzinom,
Zollinger-Ellison-Syndrom,
leptomeningealer Gliomatose
und Zervixkarzinom
beschrieben.

## Endothelin-1

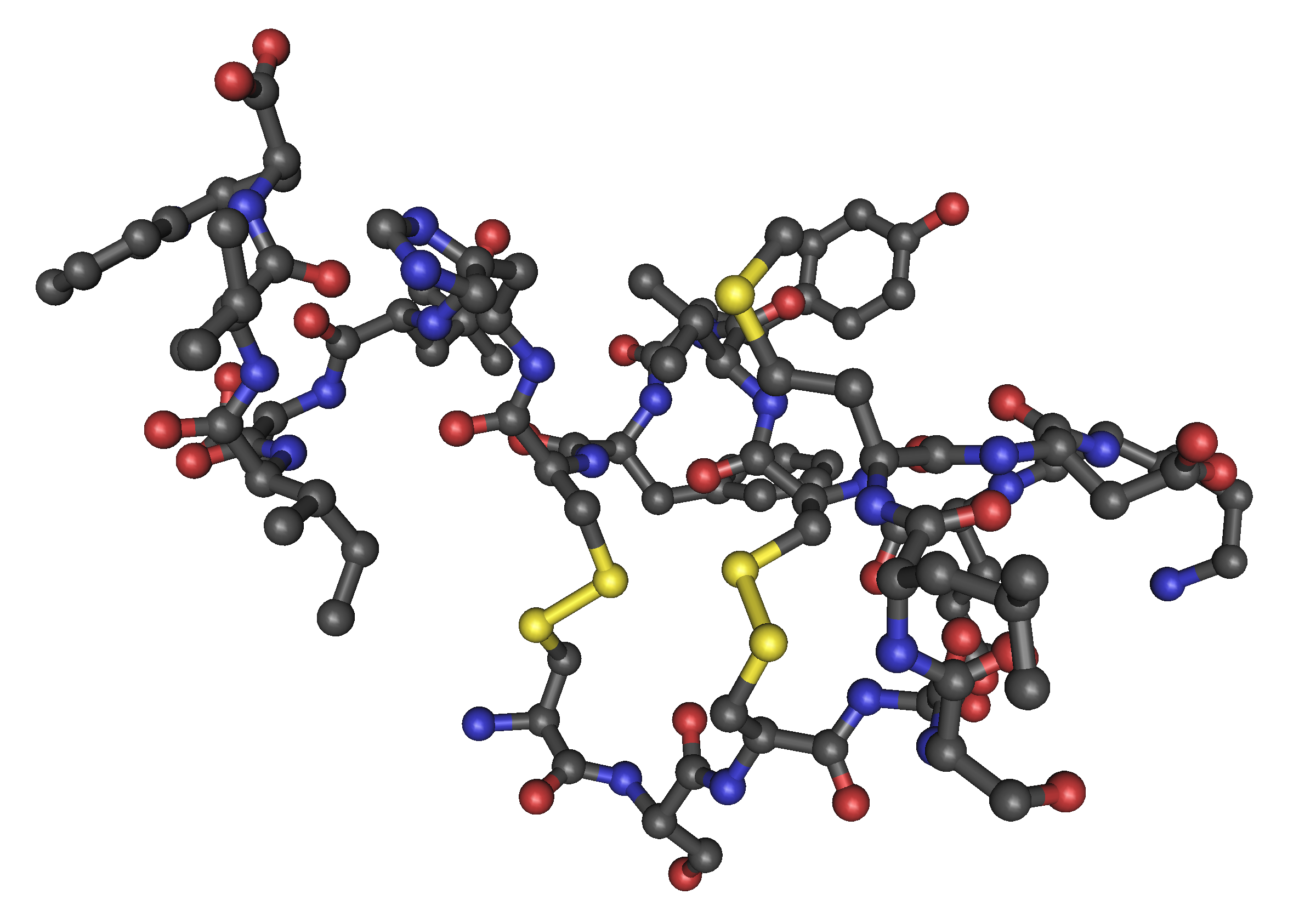
Stäbchenmodell von Endothelin-1

Eine zentrale Rolle bei den osteoplastischen Metastasen scheint das Peptidhormon Endothelin-1 (ET-1) zu spielen. Die Signalwege von ET-1 sind noch nicht vollständig aufgeklärt. Es ist in Osteozyten, Osteoblasten, Osteoklasten und Endothelzellen zu finden. In den Osteoblasten, die die beiden Endothelinrezeptoren ETA und ETB exprimieren, regt es die Mitose (Zellteilung) an. Des Weiteren regt es die Bildung von anderen Knochenwachstumsfaktoren, wie beispielsweise BMP-7 (bone morphogenetic protein 7), an. Der Transport von Phosphat ist für den Aufbau der Knochenmatrix (Kalzifizierung) von großer Wichtigkeit. Endothelin-1 aktiviert über der ETA-Rezeptor in den Osteoblasten das Enzym Proteinkinase C.
Tumoren mit osteoplastischen Metastasen, wie vor allem das Prostatakarzinom und einige Formen von Brustkrebs, exprimieren Endothelin-1 und die Endothelin-Rezeptoren. Man geht daher davon aus, dass das von den Tumoren produzierte Endothelin-1 parakrine (die abgesonderten Faktoren wirken in der unmittelbaren Umgebung der Zelle) und/oder autokrine (die abgesonderten Faktoren wirken auf die Zelle selbst) Effekte bezüglich des Tumorwachstums und der Apoptose hat. Das Epithel der Prostata produziert neben Endothlin-1 auch die beiden Endothelin-Rezeptoren, die in der gesamten Drüse vorhanden sind. Die Plasmakonzentration von Endothelin-1 ist bei Patienten mit fortgeschrittenem knochenmetastasiertem hormonresistentem Prostatakarzinom signifikant höher als bei Patienten mit nicht-metastasiertem Prostatakarzinom. Die Produktion von Endothelin-1 wird durch Androgene abreguliert und durch Faktoren wie TGF-β, Epidermaler Wachstumsfaktor (epidermal growth factor, EGF), Interleukin-1α, Interleukin-1β und TNF-α hochreguliert. Bei In-vitro-Versuchen mit Prostatakrebszellen und Knochenstücken in Kokultur konnte gezeigt werden, dass die Expression von Endothelin-1 durch die Krebszellen bei Kontakt mit dem Knochengewebe erhöht ist. Im Tiermodell Nacktmaus kann durch eine Blockade von TGF-β die Wahrscheinlichkeit der Metastasierung von Prostatakrebszellen in das Skelettsystem gesenkt werden.